# Darker (журнал)
Онлайн-журнал DARKER («Даркер») — ежемесячный российский электронный журнал о жанре ужасов и мистике. Публикует статьи, интервью, рецензии, а также рассказы и повести отечественных и зарубежных авторов. Является площадкой проведения ежегодного литературного конкурса «Чёртова дюжина» — крупнейшего среди рассказов ужасов на русском языке. Главная цель издания, это поддержка жанра ужасов в России. Признан литературным сообществом. Влияет на жанровый издательский процесс. Принимает участие в деятельности фантастического сообщества России. Издаётся по инициативе и при содействии Ассоциации Авторов Хоррора и медиасети Horror Web, финансируется подписчиками. Имеет международную регистрацию издания.

## История
Журнал основан участниками Литературного общества «Тьма» — Михаилом Парфёновым, Владиславом Женевским, Александром Подольским, Александром Нюхтиным — как идейный продолжатель электронного журнала выходившего в формате pdf «Тьма», годами активности которого были с 2006 по 2009. Первый выпуск опубликован 21 апреля 2011 года. С тех пор номера журнала традиционно публикуются каждый месяц в ночь на 20 число.

## Известные авторы
В журнале впервые были опубликованы рассказы таких авторов, как Олег Кожин, Александр Матюхин, Мария Галина, Александр Щёголев, Святослав Логинов, Владислав Женевский и многих других. DARKER первым публиковал официальные переводы известных зарубежных писателей. Среди них рассказы Рэмси Кэмпбелла, Джо Р. Лансдейла, Роберта Маккаммона, Клайва Баркера, Томаса Лиготти, Майкла Маршалла Смита, Адама Нэвилла, Джеффа Вандермеера, Кена Лю, Грэма Мастертона. Первые русские публикации признанных классиков жанра, например, Г. Ф. Лавкрафта.
Журнал публикует интервью с видными деятелями жанра ужасов. Среди них Майк Флэнеган, Лин Шэй, Крис Уолас, Брайан Ламли, Рюхэй Китамура, Мик Гэррис, Андре Овредал. Многие публикации являются эксклюзивными и уникальными. Например, журнал DARKER — единственное из российских СМИ, кому дал интервью писатель Томас Лиготти, известный своим затворничеством. Интервью с классиком американской литературы ужасов Робертом Маккамоном дало импульс к публикации ранее никогда не издававшихся произведений мэтра на русском языке.

### Главные редакторы
- Михаил Парфёнов, (январь) апрель 2011 — апрель 2013 года[a][12].
- Александр Подольский, май 2013 — июль 2015 года[13][12].
- Артём Агеев, август 2015 — октябрь 2022 года[12].
- Баязид Рзаев, октябрь 2022 — август 2023 года[14]
- Дмитрий Иванов-Соломин, август 2023 года — декабрь 2023[15]
- Александр Бауман, март 2024 —  н. в.

## Структура журнала
Основные разделы журнала:
- Тьма в книгах — рассказы, повести, интервью с писателями и книгоиздателями, рецензии на книги, статьи о литературе;
- Тьма в кино — рецензии на фильмы и сериалы, интервью с кинематографистами, статьи о кино;
- Симфонии тьмы — интервью с музыкантами, статьи о музыке, рецензии на музыкальные альбомы;
- Тьма в картинках — интервью с художниками, фотографами, издателями комиксов, рецензии на комиксы и артбуки, галереи и статьи об изобразительном искусстве;
- Темные игры — интервью с разработчиками игр, рецензии на видео- и настольные игры, статьи об играх.

Также имеются специальные рубрики: Тьма в прошлом, Лики тьмы, Тьма над миром, Тьма в истории, Темный юмор.

## Награды и номинации
| Премия         | Год  | Категория                           | Итог      |
| -------------- | ---- | ----------------------------------- | --------- |
| Еврокон        | 2013 | Дух верности. Лучший фэнзин         | Номинация |
| Еврокон        | 2014 | Дух верности. Лучший фэнзин         | Награда   |
| Мастера ужасов | 2018 | Лучшее периодическое издание/фэнзин | Награда   |
| Мастера ужасов | 2020 | Лучший проект                       | Награда   |
| Мастера ужасов | 2020 | Лучший интернет-проект              | Номинация |

## Критика
По мнению литературного критика, переводчицы и писательницы Марии Галиной: 
[…] хоррор-культура, во всяком случае литературная, во многом сформировалась под влиянием DARKER. 
Писатель Александр Щёголев:
DARKER стал первым профессиональным журналом в мире российского хоррора, пусть и сетевым. Журнал «Тьма», из которого он вырос, всё-таки был фэнзином со всеми вытекающими. Профессиональность — это очень важно. Жанр, получив такой рупор, из маргинального стал солидным, респектабельным, «принятым в приличных домах», как пелось в хорошей песне. Постепенно подтянулись сильные авторы-профи, разделы журнала стремительно развивались, буквально от месяца к месяцу. По проторённой дорожке пошли другие люди, появились другие издания. Хоррор прочно перебрался из виртуальности на бумагу… На голом энтузиазме высокий уровень долго не удержишь, а нынешний DARKER — издание по меньшей мере европейского уровня. 
Популярный британский писатель Грэм Мастертон отмечает просветительскую роль журнала: 
[…] популизировать хоррор и объединить людей, находящих его восхитительным, пугающим, будоражащим воображение и чрезвычайно изобретательным. DARKER занимается тем же в России, где существуют чудесные традиции темной и тяжелой литературы. DARKER помогает вдохнуть жизнь в те традиции, и я восхищаюсь вашей стойкостью и решимостью в этом деле. […] DARKER задает в этом тон в России.

### Комментарии
1. ↑  В первых номерах ещё не существовало редакционной структуры. Должность главного редактора появилась только №4/2011.